# دورة الماء
دورة الماء، والمعروفة أيضًا باسم الدورة الهيدرولوجية، هي دورة جيوكيميائية حيوية تصف الحركة المستمرة للمياه على سطح الأرض وفوقه وتحته، وتتحرك مياه الأرض دائما، وتتغير أشكالها باستمرار، من سائل إلى بخار، ثم إلى جليد، ومرة أخرى إلى سائل. لقد ظلت دورة الماء تعمل مليارات السنين، وتعتمد عليها كل الكائنات الحية التي تعيش على الأرض حيث من دونها تصبح الأرض مكاناً طارداً تتعذر فيه الحياة.

## ملخص موجز عن دورة الماء
ليس لدورة الماء نقطة انطلاق، ولكن المحيطات تُعد أفضل مكان لها لتنطلق منها. إن الشمس التي تعتبر المحرك الأساسي لدورة الماء تقوم بتسخين المياه في المحيطات التي تتحول (تتبخر) إلى بخار ماء داخل الجو. وتقوم التيارات الهوائية المتصاعدة بأخذ بخار الماء إلى الأعلى داخل الغلاف الجوي، حيث درجات الحرارة الباردة التي تتسبب في تكثيف بخار الماء، وتحويله إلى سحاب. تقوم التيارات الهوائية بتحريك السحب حول الكرة الأرضية، وتسقط من السماء كأمطار، ويسقط بعض من هذه الأمطار كجليد، ويمكن أن يتراكم كأنهار جليدية. وفي ظل الظروف المناخية الحارة يتعرض الجليد إلى الذوبان، خصوصاً عندما يحل فصل الربيع، وتتدفق المياه المذابة على سطح الأرض. وتسقط أغلب مياه الأمطار داخل المحيطات، أو على سطح الأرض حيث تسيل على سطح الأرض كمياه أمطار جارية نتيجة للجاذبية الأرضية. يدخل جزء من مياه الأمطار الجارية إلى مجاري الأنهار ويتحرك نحو المحيطات. وتسيل مياه الأمطار السطحية والمياه الجوفية لتشكل مياهاً عذبة في البحيرات والأنهار. ومع أن مياه الأمطار لا تذهب كلها إلى الأنهار إلا أن الكثير منها يتسرب إلى داخل الأرض كارتشاح. يبقى جزء من هذه المياه قريباً من سطح الأرض، ويمكن أن يسيل مرة أخرى إلى داخل مجاميع المياه السطحية (والمحيطات) لتشكل مياهاً جوفية. وتجد بعض من المياه الجوفية فتحات على سطح الأرض حيث تخرج منها كينابيع من المياه العذبة. وتقوم الجذور النباتية بامتصاص المياه الضحلة، ثم ترتشح من خلال أسطح الأوراق النباتية، لتعود مرة أخرى إلى الغلاف الجوي. تتسرب بعض من هذه المياه إلى داخل الأرض، وتتعمق داخلها لتتزود بها الطبقات الصخرية المائية (صخور سطحية مشبعة)، التي تقوم بتخزين كميات هائلة من المياه العذبة لفترات طويلة من الزمن. ومع ذلك تظل المياه متحركة على مدى الزمن، ويعود بعض منها مرة أخرى إلى المحيطات حيث تبدأ وتنتهي دورة الماء.

## أجزاء دورة الماء
قامت دائرة المساحة الجيولوجية الأمريكية بتحديد 15 جزءاً من دورة الماء على النحو التالي:
- المياه المخزنة في المحيطات
- التبخر
- المياه الموجودة في الغلاف الجوي
- التكثف
- التساقط
- المياه المخزنة على هيئة جليد وثلج
- ماء الجليد الذائب في مجاري الأنهار
- ماء المطر الجاري فوق سطح الأرض
- مجاري الأنهار
- المياه العذبة المخزنة
- التسرب
- المياه الجوفية المتدفقة
- الينابيع
- الارتشاح
- المياه الجوفية المخزنة
- التوزيع العالمي للماء

## المياه المخزنة في المحيطات
تعد كمية المياه المخزنة في المحيطات لفترات طويلة أكثر بكثير من تلك التي تتحرك من خلال دورة الماء. ويصل إجمالي إمدادات المياه على مستوى العالم إلى 1.386.000.000 كيلومتر مكعب (321.000.000 ميل مكعب)، منها 1.338.000.000 كيلومتر مكعب (332.500.000 ميل مكعب) مخزنة في المحيطات بنسبة تصل إلى 95% إذ توفر المحيطات حوالي 90% من المياه المتبخرة التي تذهب إلى دورة الماء تتعرض كمية الماء الموجودة في المحيطات لتغييرات على مدى فترات طويلة من الزمن. وتتشكل خلال الفترات المناخية الباردة مزيد من الأنهار والمجاري الجليدية، مما يؤدي إلى تدني مستوى الماء في المحيطات والعكس صحيح خلال الفترات المناخية الحارة. وكان مستوى الماء في المحيطات خلال العصر الجليدي الماضي أقل بحوالي 122 متراً (400 قدم) عن معدل اليوم. وقبل حوالي 3 ملايين سنة، عندما ارتفعت درجة حرارة جوف الأرض، ارتفع مستوى الماء في المحيطات إلى أعلى بمعدل بلغ 50 متراً (165 قدم).المحيطات في حالة حركة توجد تيارات في المحيطات تقوم بتحريك كميات هائلة من الماء حول العالم. وتكون هذه التحركات على قدر كبير من التأثير على دورة الماء والأحوال الجوية. ويشتهر التيار الدافئ الموجود بشمال الأطلسي بالماء الدافئ وقيامه بتحريك الماء من خليج المكسيك عبر الأطلسي نحو بريطانيا بسرعة تصل إلى 97 كيلومتر في اليوم، ناقلاً كميات من الماء أكثر بحوالي 100 مرة من تلك التي تنقلها الأنهار الأرضية. ويؤدي هذا التيار إلى تلطيف الأحوال الجوية في بريطانيا بشكل أكثر من بلدان أخرى تقع على خط العرض نفسه.

## التبخر
التبخر هو العملية التي يتحول بموجبها الماء من سائل إلى غاز أو بخار، ويعد الطريقة الرئيسة لانتقال المياه مرة أخرى إلى دورة الماء، لتصبح بخار ماء داخل الغلاف الجوي. وتوفر المحيطات والبحار والبحيرات والأنهار حوالي 90% من الرطوبة الموجودة في الغلاف الجوي عن طريق التبخر، في حين أن نسبة الـ 10% المتبقية تأتي من ارتشاح النباتات.
تعتبر الحرارة (الطاقة) التي توفرها الشمس ضرورية لحدوث التبخر. وتستخدم هذه الطاقة في كسر جزيئات الماء المتماسكة، لذا يتبخر الماء عند درجة الغليان (212 درجة فهرنهايت، 100 درجة مئوية) بسهوله، ولكن ذلك يحدث ببطء شديد للغاية عند درجة التجمد. ويتعذر حدوث التبخر عندما تصل الرطوبة النسبية في الجو إلى معدل 100% (درجة التشبع). وكما أن التبخر يزيل الحرارة من البيئة، فإن الماء الذي يتبخر من جسمك هو الذي يجعلك تشعر بالبرودة.
التبخر ودورة الماء
تعتبر عملية التبخر التي تحدث في المحيطات الطريقة الرئيسية لانتقال الماء إلى الغلاف الجوي. وتتيح المساحات الشاسعة التي تغطيها المحيطات (تغطي المحيطات 70% من سطح الأرض) المجال لحدوث تبخر على نطاق واسع. وتعتبر كمية الماء المتبخر هي، تقريباً، نفس كمية الماء التي تعود إلى الأرض كأمطار، حسب القياس العالمي، برغم أن هذه الكميات تختلف من الناحية الجغرافية. وتعد عملية التبخر الأكثر شيوعاً على نطاق المحيطات بالمقارنة مع الأمطار، في حين أن الأمطار هي التي تسود بشكل أكبر على سطح الأرض. وتسقط معظم المياه التي تتبخر من المحيطات مرة أخرى إليها كأمطار. وحوالي 10% فقط من الماء المتبخر من المحيطات تنتقل إلى الأرض لتسقط كأمطار. وبمجرد تبخرها فإن جزئي الماء الواحد يمضي حوالي 10 أيام في الجو.

## تخزين الماء في الغلاف الجوي على هيئة بخار وسحب ورطوبة
على الرغم من أن الغلاف الجوي ربما لا يشكل مستودعاً كبيراً للماء، إلا أنه يعتبر «مساراً كبيراً» يستخدم لنقل الماء حول العالم. وعادة ما توجد هنالك مياه بصفة دائمة داخل الغلاف الجوي. وتعتبر السحب شكلاً من أشكال الرطوبة الجوية التي يمكن رؤيتها بالعين المجردة، ومع ذلك فإن الهواء النقي يحتوي على مياهاً على هيئة ذرات صغيرة يتعذر رؤيتها. ويصل حجم الماء الموجود في الغلاف الجوي في أي وقت إلى حوالي 12900 كيلومتر مكعب (3100 ميل مكعب). وإذا سقطت كل المياه الموجودة في الغلاف الجوي مرة واحدة كأمطار فإنها ستغطي الأرض بعمق يصل إلى 2.5 سم حوالي 1 بوصة.

## التكثف
التكثف هو عملية تحول الماء من حالته الغازية (بخار) إلى سائل. والتكثف مهم بالنسبة لدورة الماء لأنه يشكل السحب التي تتسبب بدورها في تكثف البخار ليصبح مطراً أو ندى، وهو الوسيلة الرئيسية لعودة الماء إلى الأرض. ولذلك فإن التكثف هو عكس التبخر تماماً.
والتكثف أيضاً هو السبب في حدوث الضباب الذي يظهر على نظارتك عند خروجك من غرفة باردة إلى الخارج حيث الجو الحار، ويتسبب أيضاً في حدوث رطوبة الجو وفي تساقط قطرات الندى من كوب ماء الشرب، وكذلك في تجمع المياه على نوافذ منزلك أثناء الجو البارد.
التكثف في الهواء
حتى لو كانت السماء زرقاء صافية فلا يزال الماء موجوداً على هيئة بخار ورذاذ متناهي الصغر وبالتالي يتعذر رؤيته بالعين المجردة. وتتوحد ذرات الماء مع ذرات صغيرة من الغبار والدخان في الجو لتشكل رذاذ السحب الذي يتوحد مع بعضه ليكون السحب. وعندما يتوحد رذاذ الماء مع بعضه وينمو في الحجم، يمكن أن يحصل التساقط.
تتشكل السحب في الغلاف الجوي لأن الجو يحتوي على بخار الماء، الذي يتصاعد بدوره ثم يبرد. وتقوم الشمس بتسخين الجو بالقرب من سطح الأرض الذي يصبح بالتالي خفيفاً ويتصاعد إلى أعلى حيث تكون درجات الحرارة أبرد. وعندما تكون درجات الحرارة بمعدلات أبرد يحدث مزيد من التكثف وتتشكل السحب

## التساقط
التساقط هو خروج الماء من السحب على شكل أمطار، أو ثلج، أو جليد، أو برد. وهو الوسيلة الرئيسية لعودة الماء الموجود في الغلاف الجوي إلى الأرض. ومعظم الماء المتساقط من الغلاف الجوي يهطل كأمطار.
كيف تتشكل قطرات المطر
تحتوي السحب العائمة في الغلاف الجوي على بخار ماء وقطرات من السحب. وهي تعتبر صغيرة للغاية لتسقط كأمطار، إلا أنها كبيرة بقدر كاف لتشكل سحباً يمكن رؤيتها بالعين المجردة. ويتبخر الماء ويتكثف باستمرار في السماء. ومعظم الماء المتكثف في السحب لا يسقط كأمطار بسبب التيارات الهوائية الصاعدة التي تعتبر بمثابة دعامة للسحب. وبالنسبة لحدوث الأمطار فإنه لابد في بادئ الأمر من أن تتكثف قطرات الماء، ثم تتوحد لإنتاج قطرة ماء كبيرة وثقيلة بما فيه الكفاية لتخرج من السحب، وتسقط كأمطار، مع العلم بأن إنتاج قطرة مطر واحدة يحتاج إلى ملايين قطرات السحب.
معدلات الأمطار تتفاوت جغرافياً على مدى الزمن
لا تسقط الأمطار بالكميات نفسها على نطاق العالم في أي بلد، أو حتى في أية مدينة. وعلى سبيل المثال، في مدينة أطلانتا، بولاية جورجيا بالولايات المتحدة الأمريكية، يمكن أن تؤدي العواصف الرعدية الصيفية إلى هطول أمطار بمعدل بوصة أو أكثر في منطقة واحدة، تاركة منطقة أخرى على بعد كيلومترات قليلة جافة من دون أمطار. ومع ذلك فإن كمية الأمطار التي تهطل في ولاية جورجيا، خلال شهر واحد، غالباً ما تكون أكثر من تلك التي تسقط? في لاس فيجاس ونيفادا على مدار السنة. وينسب السجل العالمي لمتوسط هطول الأمطار السنوي إلى جبل ويليل في هاوي حيث يبلغ متوسط سقوط الأمطار حوالي 1.140 سم (450 بوصة) في السنة عكس ما يحدث في أريكا وشيلي حيث لم تهطل أمطار منذ 14 سنة..
توضح الخارطة المبينة أدناه المتوسط السنوي للتساقط بالمليميتر والبوصة في العالم. المناطق الموضحة باللون الأخضر الخفيف تعتبر صحارى. ويمكنك أن تتوقع أن الصحراء الكبرى في القارة الإفريقية يمكن أن تكون صحراء جافة، ولكن هل تعتقد بأن كثيراً من الأراضي في جرين لاند وأنتاركتيكا عبارة عن صحراء أيضاً؟

## تخزين الماء في الأنهار والكتل الجليدية والثلجية
يعتبر الماء المخزن منذ فترات طويلة في الكتل والأنهار الجليدية والثلجية جزءاً لا يتجزأ من دورة الماء. وتستحوذ أنتاركتيكا على حوالي 90% من الكتلة الجليدية الموجودة في العالم، بينما تحتوي الغطاءات الجليدية في جرين لاند على 10% من إجمالي الكتلة الجليدية العالمية. ويصل سمك الغطاء الجليدي في جرين لاند إلى حوالي 1500 متر (5000 قدم)، ومع ذلك يمكن أن يصل سمكه إلى 4300 متر (14000 قدم).
الثلوج والأنهار الجليدية تأتي ثم تذهب حيث يتعرض المناخ الجوي العالمي إلى تغييرات دائمة مع أنها عادة ما تكون تغييرات غير سريعة بما فيه الكفاية حتى يتمكن الناس من ملاحظتها. وقد شهد العالم الكثير من الفترات الزمنية الحارة، مثل تلك التي عاش فيها الديناصور قبل حوالي 100 مليون سنة، وكذلك فترات زمنية باردة مثل العصر الجليدي الأخير قبل حوالي 20000 سنة مضت. وخلال العصر الجليدي الأخير كان معظم نصف الكرة الأرضية الشمالي مغطى بالثلج والأنهار الجليدية.
بعض الحقائق عن الأنهار الجليدية والغطاءات الجليدية
تغطي الأنهار الجليدية حوالي 10 ? 11% من الأراضي كلها.
إذا ذابت كل الأنهار الجليدية اليوم سيرتفع منسوب البحار إلى حوالي 70 متراً (230 قدم). المصدر: المركز القومي للبيانات الثلجية والجليدية
خلال العصر الجليدي الأخير وصل مستوى سطح البحر إلى 122 متراً (400 قدم)، وهو معدل أقل من معدل اليوم وكانت الأنهار الجليدية تغطي تقريباً ثلث الأرض.
خلال الفترة الزمنية الحارة التي حدثت قبل 125 ألف سنة مضت بلغ ارتفاع منسوب البحار 5.5 متر (18 قدم)، وهو مستوى أعلى من مستوى اليوم. وكان من الممكن أن يصل ارتفاع منسوب البحار قبل 3 ملايين سنة إلى حوالي 50 متراً (165 قدم).

## مياه الجليد المذابة الجارية على سطح الأرض
تعد مياه الجليد المذابة الجارية على سطح الأرض جزء من الأرض لا يتجزأ من حركة الماء على نطاق العالم. وتأتي معظم مياه الجليد، التي تذوب أثناء فصل الربيع? في المناطق المناخية الباردة، من الكتل الثلجية والجليدية المذابة. وإلى جانب الفيضانات التي? تسببها هذه المياه فإن الجليد المذاب يمكن أن يؤدي إلى حدوث الانزلاقات الأرضية وجريان مخلفات الأنهار الجليدية المتمثلة في الكتل الصخرية والحجرية.
إن أفضل طريقة لفهم واستيعاب كيفية تأثير الجليد المذاب على تدفق مجاري الأنهار تتمثل في الرسم البياني المبين أدناه، الذي يوضح متوسط تدفق المياه اليومي خلال أربع سنوات بنهر نورث فورك الأمريكي، عند سد نورث فورك، بولاية كاليفورنيا، بالولايات المتحدة الأمريكية. وحسبما هو موضح بالرسم فإن الجليد المذاب يعتبر السبب الأساسي في بلوغ هذا النهر ذروته. وكان أدنى متوسط يومي لتدفق جريان النهر خلال مارس 2000 قد وصل إلى 1200 قدم مكعب في الثانية، بينما كان تدفق جريانه أقل بكثير خلال أغسطس بعد ذوبان الجليد تماماً، حيث وصل إلى 55-75 قدم مكعب في الثانية.
تتفاوت مياه الجليد المذابة الجارية على سطح الأرض من موسم، إلى موسم وكذلك من سنة إلى أخرى. وبمقارنة أوقات ذروة تدفق جريان النهر خلال العام 2000م مع الأوقات التي يكون فيها تدفق جريان الماء أقل بكثير خلال العام 2001م فإننا نجد أن هذه المنطقة من كاليفورنيا كأنها أصيبت بالجفاف خلال العام 2001م. ويمكن أن تؤدي المياه المخزنة ككتل جليدية إلى تقليل كمية المياه المتاحة لبقية السنة. ويمكن أن يؤثر ذلك على كمية المياه الجوفية الموجودة في أعماق مجاري الأنهار، والتي بدورها يمكن أن تؤثر على المياه المتوفرة للري واستهلاك الناس.

## المياه الجارية على سطح الأرض
تسيل مياه التساقط فوق سطح التربة نحو الأنهار فالمياه الجارية على سطح الأرض عبارة عن مياه تساقط جارية فوق الأرض.
من المرجح أن كثيراً من الناس يعتقدون أن مياه التساقط تسقط على الأرض وتجري نحو الأنهار التي تصب في المحيطات. وفي واقع الأمر، فإن هذه المسألة تعتبر عملية معقدة إلى حد بعيد، ذلك لأن الأنهار تحصل على الماء من الأرض وتفقدها في الأرض. ولا زالت معظم مياه الأنهار تأتي مباشرة من مياه الأمطار الجارية على سطح الأرض، والتي تم تعريفها على أساس المياه السطحية الجارية.
إن بعضاً من مياه الأمطار عادة ما يتسرب إلى داخل الأرض، إلا أنه عندما يسقط على أرض متشبعة، أو غير نافذة، مثل الطرق الأسفلتية، ومواقف السيارات فإنه يبدأ في الجريان على نحو منحدر. ويمكنك خلال هطول الأمطار الغزيرة مشاهدة جداول صغيرة تجري بشكل منحدر على طول مجاري وقنوات موجودة على الأرض متجهة نحو الأنهار. وتوضح هذه الصورة كيفية تدفق وجريان المياه السطحية ودخولها لخور صغير. وفي هذه الحالة فإن المياه السطحية تجري على تربة عارية، ناقلة معها المواد المترسبة إلى النهر (غير مفيدة لجودة الماء). وبدخول هذه المياه السطحية إلى هذا الخور تكون قد بدأت رحلتها مرة أخرى إلى المحيط.
وفيما يتعلق بكل أجزاء الدورة المائية، فإن التفاعل بين التساقط وجريان المياه السطحية يكون متفاوتاً طبقاً للوقت والعوامل الجغرافية.وبنفس القدر فإن العواصف التي تحدث في كل من أدغال الأمازون، والصحراء الواقعة جنوب غرب الولايات المتحدة الأمريكية، سيترتب عليها ظهور أنماط مختلفة من المياه السطحية الجارية. وتتأثر المياه السطحية الجارية بالعوامل الأرصادية والجيولوجيا الطبيعية وطبوغرافية الأرض. ويعود تقريباً? ثلث مياه الأمطار التي تسقط على الأرض، وتتدفق في المجاري والأنهار مرة أخرى إلى المحيطات. أما الثلثين الآخرين فإنهما يتعرضان إما للتبخر، أو الارتشاح، أو التسرب إلى داخل الأرض. ويمكن أيضاً للناس الاستفادة من المياه السطحية الجارية في استعمالاتهم الخاصة بهم.

## تدفق الماء
تستخدم دائرة المساحة الجيولوجية الأمريكية مصطلح «تدفق الماء» للإشارة إلى كمية المياه الجارية في أي نهر، أو مجرى، أو خور.S
أهمية الأنهار
لا تعتبر الأنهار مهمة بالنسبة للناس فحسب، بل أيضاً لكل أنواع الحياة في كل مكان. كما أنها ليست المكان الرئيسي للناس (وكلابهم) لممارسة اللعب واللهو، بل يستخدمها الناس لتوفير مياه الشرب، والري، وتوليد الكهرباء، والتخلص من النفايات (النفايات المعالجة)، ونقل الآليات، والحصول على الغذاء. وتشكل أيضاً الأنهار أهمية بالغة بالنسبة لكل أنواع الحيوانات والنباتات. كما تساعد الأنهار على إبقاء الطبقات الخازنة للماء مليئة بالمياه الجوفية من خلال تسرب الماء إلى باطن الأرض عن طريق مجاريها في القاع. وتظل المحيطات بطبيعة الحال مليئة بالماء، وذلك لأن الأنهار تصب فيها بصورة دائمة.
أحواض الصرف المائي والأنهار
عند التفكير في الأنهار فمن الأهمية بمكان التفكير في حوض التصريف المائي للنهر. إذن، ما هو حوض التصريف المائي؟ إذا وقفت على الأرض الآن انظر إلى أسفل. فإنك تقف، وكل واحد منا يقف، على حوض صرف مائي. ولهذا فإن حوض التصريف المائي هو ببساطة مساحة من الأرض تجري عليها مياه التساقط الداخلة والخارجة نحو نقطة واحدة. ويمكن أن تكون أحواض التصريف المائي صغيرة في حجم بصمة اليد على الطين، أو كبيرة إلى الحد الكافي لتستوعب كل الأراضي التي تسيل منها الماء نحو نهر الميسيسيبي الذي يصب في خليج المكسيك. وتتألف أحواض التصريف المائي كبيرة الحجم من الكثير من الأحواض صغيرة الحجم. وكل ذلك يتوقف على نقطة التدفق؛ فكل الأراضي التي تسيل منها الماء نحو نقطة التدفق تعد بمثابة حوض صرف مائي لموقع التدفق هذا. ويعتبر حوض التصريف المائي مهماً لأن تدفق ماء النهر وجودته يتأثران بالظروف الطبيعية والأنشطة البشرية التي تحدث داخل حوض التصريف المائي.
مجرى الماء دائماً متغير
يتعرض مجرى الماء إلى تغييرات بصفة دائمة من يوم إلى يوم، وحتى من دقيقة إلى دقيقة. وبطبيعة الحال فإن مياه التساقط الجارية هي التي تؤثر بشكل أساسي على مجرى الماء. ويتسبب هطول الأمطار في ارتفاع منسوب مياه الأنهار، ويمكن أيضاً أن يرتفع منسوب النهر حتى لو هطلت الأمطار في مكان بعيد للغاية عن حوض الصرف المائي. والجدير بالذكر أن الماء الذي يسقط على حوض التصريف المائي سيسيل في نهاية المطاف عن طريق موقع التدفق. ويتوقف حجم النهر على حجم حوض التصريف المائي الخاص به. ويكون للأنهار الكبيرة أحواض صرف مائي كبيرة، والعكس هو صحيح بالنسبة للأنهار الصغيرة. وبالمثل فإن الأنهار بأحجامها المختلفة تتفاعل بشكل مختلف مع العواصف الرعدية؛ فالأنهار الكبيرة يرتفع منسوبها وينزل بشكل أبطأ من الأنهار الصغيرة. وفي أي حوض صرف مائي صغير يرتفع منسوب النهر ويخفض خلال دقائق أو ساعات معدودة، أما الأنهار الكبيرة فتستغرق أياماً لارتفاع منسوبها وانخفاضه، ومن ثم يمكن أن يظل الفيضان لمدة أيام لأن كل الماء الذي هطل على بعد مئات الأميال، عند منابع النهر، سوف يستغرق عدة أيام ليسيل من نقطة التدفق.
تخزين الماء العذب: يوجد الماء العذب على سطح الأرض
يعتبر الماء العذب الموجود على سطح الأرض من أجزاء دورة الماء، الذي يعد ضرورياً لكل مناحي الحياة. عليك فقط أن تطلب من جارك نبتة طماطم، أو تروتة، أو بعوضة مزعجة. وتشمل المياه العذبة السطحية كلا من المجاري المائية، والمستنقعات، والبحيرات، ومستودعات الماء الأرضية (بحيرات من صنع الإنسان)، والأراضي المنخضة الرطبة المحتوية على ماء عذب.
تتعرض المياه الموجودة في الأنهار والبحيرات إلى تغييرات دائمة، نتيجة لكمية المياه الداخلة والخارجة إليها من خلال التساقط، والمياه الجارية على سطح الأرض، والمياه الجوفية، وتدفقات أفرع الأنهار. وتشمل المياه الخارجة عملية التبخر وتصريف المياه السطحية. كما يستخدم الناس الماء أيضاً للوفاء باحتياجاتهم. وتتغير كمية الماء وموقعه على مدى الزمن والمسافات، سواء من الناحية الطبيعية أو بمساعدة الإنسان.
المياه السطحية الجارية تحافظ على استمرارية الحياة
مثلما توضح هذه الصورة التي تبرز دلتا النيل في مصر، فإن الحياة حتى في الصحراء يمكن أن تزدهر إذا توافرت إمدادات مياه سطحية (أو مياه جوفية). إن المياه الموجودة في الأرض تدعم الحياة فعلاً. والسبب في وجود المياه الجوفية هو تسرب المياه السطحية إلى أسفل داخل الطبقات الصخرية الخازنة للماء في جوف الأرض. ولعلكم تذكرون أن الأسماك التي تعيش في المحيطات المالحة لا تتأثر بالماء العذب غير أنه لولا الماء العذب المطلوب لتجديد المحيطات فإنها ستتبخر وتصبح مالحة للغاية بحيث يتعذر على الأسماك أن تعيش فيها.
تعتبر المياه العذبة نادرة على سطح الأرض حيث أنها تشكل فقط 3% من الماء الموجود عليها الأرض. وتشكل مياه البحيرات والمستنقعات العذبة حوالي 0.9% من الماء العذب في الكرة الأرضية. ويوجد حوالي 20% من المياه العذبة في بحيرة واحدة ألا وهي بحيرة بيكال في القارة الآسيوية ونفس هذه النسبة نفسها نجدها مخزنة في البحيرات الكبرى في الولايات المتحدة الأمريكية. وتحتفظ الأنهار بحوالي 0.006% فقط من المياه العذبة في العالم. ولعله يتضح لكم أن الحياة على وجه الأرض لا يمكن أن تستمر من دون الماء.

## التسرب
حركة الماء من سطح الأرض إلى داخل التربة والصخور التحتية
المياه الجوفية تبدأ كالتساقط
في أي مكان في العالم تتسرب بعض المياه التي تسقط كأمطار أو جليد إلى داخل التربة والصخور تحت السطح. وتتوقف الكمية المتسربة على عدة عوامل. ويمكن أن تكون كمية الماء المتسربة، جراء الأمطار التي تسقط على الغطاءات الجليدية في جرين لاند، ضئيلة للغاية. وكما في هذه الصورة التي توضح اختفاء أحد المجاري المائية داخل أحد الكهوف في ولاية جورجيا بالولايات المتحدة الأمريكية، فإن ذلك يعني أن أي مجرى مائي يمكن أن يتلاشى داخل المياه الجوفية.
بعض المياه التي تتسرب تبقى داخل طبقة التربة الضحلة، حيث يمكن أن تصبح مجرى مائياً من خلال التسرب إلى داخل حوض المجرى. ويمكن أن يتسرب بعض من هذه المياه إلى مسافات أعمق لتغذية مستودعات المياه الجوفية. وإذا كانت هذه المستودعات المائية ضحلة أو مسامية بما فيه الكفاية لتسمح للماء بالتحرك بسهولة من خلالها فإنه يمكن للناس حفر الآبار داخل المستودعات المائية الأرضية، واستخدام الماء في أغراضهم الخاصة. ويمكن أن تنتقل المياه إلى مسافات طويلة، أو البقاء في مستودع المياه الجوفية لفترات طويلة من الزمن قبل، أن تعود إلى سطح الأرض، أو التسرب إلى داخل الأجسام المائية الأخرى، مثل المجاري المائية والمحيطات.
المياه تحت السطح (تحت السطحية)
عندما تتسرب مياه الأمطار إلى داخل التربة تحت السطحية فإنها عادة ما تشكل منطقة غير مشبعة وأخرى مشبعة. ففي المنطقة غير المشبعة توجد بعض المياه في فتحات الصخور تحت السطحية، إلا أن الأرض لا تكون مشبعة. ويُعرف الجزء الأعلى من المنطقة غير المشبعة بمنطقة التربة غير المشبعة، التي توجد فيها فراغات خلقتها جذور النباتات التي تسمح بتسرب مياه الأمطار. وتقوم النباتات باستخدام المياه الموجودة في هذه التربة. وأسفل المنطقة غير المشبعة، توجد المنطقة المشبعة، حيث يملأ الماء بصورة كاملة الفراغات الموجودة بين الصخور وذرات التربة. ويمكن للناس حفر الآبار داخل هذه المنطقة وضخ الماء إلى الخارج.

## تصريف المياه الجوفية
أي خروج الماء من الأرض، إنك تشاهد يومياً الماء حولك، مثل، البحيرات، والأنهار، والجليد، والأمطار، والثلوج. وهناك أيضاً كميات هائلة من الماء لا يمكن مشاهدتها بالعين المجردة? الماء الموجود والمتحرك في جوف الأرض. وقد ظل الناس يستخدمون المياه الجوفية لآلاف السنين لأغراض الشرب والري وهم لا يزالون مستمرين في ذلك إلى يومنا هذا. ولذلك، فإن الحياة على وجه الأرض تتوقف على المياه الجوفية، وبالقدر نفسه على المياه التي توجود على سطح الأرض.
المياه السطحية تتدفق إلى داخل جوف الأرض
يتسرب جزء من مياه التساقط التي تسقط على الأرض إلى جوف الأرض لتصبح مياهاً جوفية. وبمجرد وجودها في جوف الأرض ينتقل بعضها إلى المناطق القريبة من سطح الأرض، ويخرج بسرعة كتصريف إلى أحواض المجاري المائية، إلا أنه نظراً للجاذبية الأرضية فإن غالبيتها يستمر في التسرب إلى مسافات أعمق داخل جوف الأرض.
حسب ما يوضحه هذا الرسم البياني، فإن اتجاه وحركة المياه الجوفية وسرعتها تحددهما الخصائص المختلفة للمستودعات المائية الأرضية والطبقات الصخرية الحاجزة (الصخور الكثيفة التي يصعب أن تخترقها المياه) في الأرض. وتعتمد المياه التي تتحرك تحت الأرض على قابلية نفاذ (سهولة تحرك المياه أو صعوبته) ومسامية (كمية الفراغات المفتوحة في المادة) الصخور تحت السطحية. وإذا سمحت الصخور للمياه بالتحرك بحرية نسبياًً، ففي هذه الحالة يمكن للمياه الجوفية أن تنتقل إلى مسافات طويلة خلال أيام معدودة. ومع ذلك، فإن المياه الجوفية يمكن أيضاً أن تتسرب إلى مسافات أكثر عمقاً داخل المستودعات المائية الأرضية حيث تستغرق آلاف السنين لتعود مرة أخرى إلى البيئة.

## الينبوع
المكان الذي تخرج منه المياه الجوفية لسطح الأرض
الينبوع هو الماء المتدفق نتيجة امتلاء أحد المستودعات المائية الأرضية إلى النقطة التي تتدفق فيها المياه إلى سطح الأرض. وتتراوح الينابيع من ينابيع صغيرة الحجم، وهي التي تتدفق مباشرة بعد هطول أمطار غزيرة، إلى ينابيع كبيرة، تتدفق منها مئات الملايين من الجالونات يومياً.
يمكن أن تتكون الينابيع داخل أي نوع من أنواع الصخور، غير أنها غالباً ما توجد في الحجر الجيري، وصخور الدولوميت، التي يمكن أن تتصدع بسهولة وتتحلل بمياه الأمطار لتصبح حمضية. وعندما تتحلل وتتصدع هذه الصخور يمكن أن تتشكل الفراغات التي تسمح بتدفق الماء. وإذا كان تدفق الماء أفقياً، فإنه يمكن أن تصل إلى سطح الأرض وبالتالي يتشكل الينبوع.
ماء الينبوع ليس دائماً نقياً
عادة ما تكون مياه الينابيع نقية. ومع ذلك فإن بعضاً منها قد يكون بلون الشاي، ومثل هذا الينبوع موجود في ولاية كلورادو بالولايات المتحدة الأمريكية. والسبب في اللون الأحمر لمياه الينابيع هو مرور المياه الجوفية وملامستها مواد معدنية موجودة تحت الأرض، مثل الحديد. ويمكن أن يشير خروج المياه الملونة كثيرًا من الينابيع إلى تدفق المياه بسرعة من خلال قنوات كبيرة داخل المستودعات المائية الأرضية دون أن تتمكن الصخور من تنقيتها لإزالة اللون.

### الينابيع الحرارية
الينابيع الحرارية عبارة عن ينابيع عادية، ولكن الماء فيها عادة ما يكون دافئاً، وفي بعض الأماكن حاراً، مثل الينابيع التي تخرج فقاعات الوحل في حديقة يلوستون الوطنية، في وايومينج بالولايات المتحدة الأمريكية. وتحدث العديد من الينابيع الحرارية في المناطق التي شهدت مؤخراً نشاطاً بركانياً، حيث تسخن المياه من خلال ملامستها الصخور الحارة الموجودة على مسافات بعيدة تحت سطح الأرض. ومع ازدياد العمق فإن المياه تصبح أكثر دفئاً، وإذا? تعمقت تحت الأرض فإنها تصل إلى فجوة كبيرة تشكل مساراً إلى سطح الأرض يمكن أن يؤدي إلى حدوث ينبوع حراري. وتحدث الينابيع الحرارية في كل أنحاء العالم، ويمكن أن تتعايش مع الكتل الجليدية كما هو واضح في هذه الصورة.كيرلس خلف

## الارتشاح
هو تبخر الماء من أوراق النبات إلى الغلاف الجوي

### الارتشاح وأوراق النبات
الارتشاح? هو العملية التي تنتقل بموجبها الرطوبة من منطقة الجذور، عن طريق النبات، إلى مسامات صغيرة في الجانب السفلي لأوراق النبات، حيث تتحول إلى بخار يخرج إلى الغلاف الجوي. إذن، الارتشاح هو تبخر الماء من أوراق النبات. وأشارت التقديرات إلى أن حوالي 10% من الرطوبة الموجودة في الغلاف الجوي تخرج من النباتات عن طريق الارتشاح.
إن الارتشاح عملية تتعذر رؤيتها بالعين المجردة? وطالما أن الماء يتبخر من سطح أوراق النبات فإنه لا يمكنك أن تخرج بكل بساطة وتشاهد أوراق النبات وهي ترتشح. ويمكن لورقة النبات خلال موسم النمو أن ترتشح عدة مرات بمعدل يفوق وزنها. ويمكن أن يرتشح فدان من محصول القمح حوالي 11.400 - 15.100 لتر من الماء (حوالي 3.000 ? 40.000 جالون) في اليوم. وتستطيع شجرة البلوط الكبيرة أن ترتشح 151.000 لتر (40.000 جالون) في السنة.
العوامل الجوية التي تؤثر على الارتشاح
تختلف كمية المياه التي ترتشحها النباتات كثيرًا من الناحية الجغرافية وعلى مدى الزمن. وتوجد عدة عوامل تحدد معدلات الارتشاح:

### درجة الحرارة
تكون فيه حرارة الجو أدفأ.

### الرطوبة النسبية
عندما ترتفع الرطوبة النسبية في الجو المحيط بالنبات ينخفض معدل الارتشاح. ومن السهل أن يتبخر الماء في جو جاف أكثر من تبخره في جو مشبع.

### حركة الرياح والهواء
حركة الهواء المتزايدة حول النبات تؤدي إلى ارتفاع الارتشاح بمعدلات أعلى.
نوع النبات: يرتشح الماء من النباتات بمعدلات مختلفة. بعض النباتات التي تنمو في المناطق الجافة، مثل نبات الصبار، تحافظ على كميات ثمينة من الماء، من خلال ارتشاح ماء أقل من النباتات الأخرى.

## مستودع مياه السطحية
وجود الماء لفترات طويلة تحت سطح الأرض
الماء المخزن جزء لا يتجزأ من دورة الماء
توجد كميات بكميات تتغير على مدى الزمن بحيث لا تجعل التربة مشبعة. ويوجد أسفل هذه الطبقة المنطقة المشبعة، حيث تكون كافة المسامات والتصدعات والفراغات بين ذرات الصخور مشبعة بالماء. ولذلك، فإن مصطلح المياه الجوفية يستخدم لوصف هذه المنطقة. ومن المصطلحات الأخرى للمياه الجوفية مصطلح «المستودعات المائية الأرضية»، وهي عبارة عن مستودع كبير لماء الأرض، إذ يعتمد كل الناس في مختلف أرجاء العالم على المياه الجوفية في حياتهم اليومية.
لإيجاد الماء انظر إلى تحت سطح الماء الباطني
أتمنى بأن أحظى بتقديركم على الساعة التي أمضيتها تحت أشعة الشمس الحارة في حفر هذه الحفرة عند شاطئ البحر. إنها طريقة متميزة لتوضيح مفهوم كيفية أن الأرض تكون مشبعة بالماء عند عمق معين إذا كانت نافذة بما فيه الكفاية لحجز الماء. إن المحيط يقع مباشرة يمين هذه الحفرة، ومستوى منسوب ماء الحفرة هو مستوى منسوب المحيط نفسه. وبطبيعة الحال، فإن مستوى منسوب الماء هنا يتغير خلال دقيقة واحدة، نظراً لحركة المد والجزر? والتي عندما ترتفع إلى أعلى فإن مستوى منسوب الماء داخل الحفرة يتحرك أيضاً.
تعتبر هذه الحفرة بطريقة أو بأخرى مثل بئر يستخدم للوصول إلى المياه الجوفية. وإذا كانت هذه الصورة توضح مياهاً عذبة،? فما على الناس إلا أن يأتوا بسطل لإمداد أنفسهم بالماء. وفي واقع الأمر، إذا أخذت دلواً عند شاطئ البحر، وحاولت أن تفرغ هذه الحفرة فإنها ستمتلئ على الفور، لأن الرمل شديد النفاذ، يمكن أن يتدفق الماء من خلاله بسهولة. وللحصول على الماء العذب فإنه لا بد للناس من حفر آبار بعمق كاف للوصول إلى المستودع المائي الأرضي. ويمكن أن يصل عمق البئر إلى عشرات أو آلاف الأقدام. ومع ذلك فإن الفكرة هي نفس? الفكرة الخاصة بحفرتنا عند شاطئ البحر? أحصل على الماء في المنطقة المشبعة حيث الفراغات الصخرية مليئة بالماء.

## التوزيع العالمي للماء
للحصول على تفسير مفصل حول مواقع وجود الماء في الكرة الأرضية انظر إلى الخارطة وجدول البيانات المبين أدناه. لاحظ أن إجمالي إمدادات المياه في العالم يصل إلى حوالي 1.386 مليون كيلومتر مكعب (332.5 ميل مكعب) من الماء، منها أكثر من 96% عبارة عن ماء مالح. وفيما يتعلق بالماء العذب، منها ما يزيد على 96% محجوز بالأنهار والكتل الجليدية و30% موجود بالأرض. أما مصادر الماء العذب المتمثلة في الأنهار والبحيرات فهي تشكل حوالي 93.100 كيلومتر مكعب (22.300ميل مكعب)، أي حوالي 1/150 من 1% من إجمالي الماء. ولا تزال الأنهار والبحيرات تشكل معظم مصادر المياه التي يستخدمها الناس يومياً.